# Morte di una strega (miniserie televisiva)
Morte di una strega è una miniserie televisiva italiana diretta da Cinzia TH Torrini, in onda in due puntate nel 1996 su Rai 1 e poi replicata più volte su Rai 2 in orari notturni. È tratta dall'omonimo romanzo di Laura Toscano.

## Trama

### Prima puntata
In un condominio romano in cui si intersecano le vite di alcune famiglie, il fotografo Giovanni Riccardi, in rotta con la moglie Angela, trova una sera il cadavere di Pina Acciai, sua vicina di casa. Presto si scoprirà come la donna fosse una strozzina e tenesse in pugno diversi condòmini, oltre a intrattenere una relazione con il giudice Matteo Anghiari, dal quale aveva avuto la piccola Irene. Le indagini del commissario Caruso portano all'arresto del dottor Santini, ma questi riesce a dimostrare la propria innocenza.
Riccardi, che sul luogo del delitto è riuscito a scattare delle fotografie per il suo giornale prima dell'intervento della polizia, comincia a indagare privatamente in un contesto in cui tutti sospettano di tutti e molti hanno qualcosa da nascondere, finché, rincasando e trovando l'appartamento sottosopra, viene colpito alla testa.

### Seconda puntata
Martina, una donna che si prende cura dell'anziana vedova Spada, il cui appartamento si trova di fronte a quello della vittima, rivela di aver visto, la sera dell'omicidio, Michele Loffredo, spasimante della Acciai, uscire da casa di quest'ultima. Michele viene arrestato e il padre, nel tentativo di scagionarlo, si costituisce spontaneamente per confessare il delitto. Riccardi, che nel frattempo si è ripreso, nota tuttavia alcune incongruenze nel racconto del vecchio Loffredo e una sera, confrontando le sue fotografie con quelle scattate mezz'ora più tardi dalla polizia, ravvisa una fondamentale differenza.
Nelle prime, infatti, è presente accanto al cadavere una ciabatta, poi prontamente rimossa dall'assassino. Essendo risalito al proprietario della calzatura, Riccardi identifica il colpevole in Concetta, un'altra condomina. La sera del delitto, la donna era stata in effetti chiamata urgentemente dalla vittima, gravemente ferita da Michele Loffredo in seguito a un litigio, e aveva tentato di rubare dei soldi per aiutare il figlio Giacomo. Scoperta dalla Acciai e preoccupata dalle sue minacce, l'aveva colpita mortalmente. Il marito Alfredo si era poi premurato di far sparire i testimoni (uccidendo la vedova Spada e aggredendo un investigatore privato assunto dal giudice Anghiari) e, accortosi del particolare della ciabatta, aveva colpito Riccardi. Tenta quindi una seconda volta di eliminarlo, ma il protagonista viene salvato da Giacomo, che ha ormai intuito la verità.
Assicurati i responsabili alla giustizia, il fotografo puntella la sua traballante posizione in seno al giornale e si guadagna le attenzioni della bella Monica, la fidanzata di Michele Loffredo di cui era da tempo invaghito.

## Produzione
La miniserie segnò il ritorno alla recitazione di Eleonora Giorgi dopo otto anni di assenza sia dalla TV che dal cinema.